# زیردریایی لاوبی (اس۶۱۰)
زیردریایی لاوبی (اس۶۱۰) (به انگلیسی: French submarine Laubie (S610)) یک زیردریایی بود که طول آن ۶۷٫۱ متر (۲۲۰ فوت ۲ اینچ) بود. این زیردریایی در سال ۱۹۴۳ ساخته شد.